# 下山田真
下山田 真（しもやまだ まこと、1963年5月 - ）は、日本の農芸化学者。専門は、食品加工学・食品工学。学位は、農学博士（東北大学・1991年）。静岡県立大学食品栄養科学部教授・大学院食品栄養環境科学研究院教授。
岐阜大学農学部助教授、岐阜大学応用生物科学部助教授、宮城大学食産業学部教授などを歴任。

## 来歴

### 生い立ち
1963年生まれ。1986年東北大学農学部食糧科学科卒業。1991年東北大学大学院農学研究科博士課程修了、農学博士の学位を取得。博士論文の題は「大豆サポニンに関する研究 : 植物体における分布、挙動および生理作用」。

### 研究者として
1991年7月、岐阜大学に採用され、農学部助手に就任。2002年4月、岐阜大学農学部助教授に昇任。なお、農学部では主として生物資源利用学科の講義を担当し、渡邊乾二・山内亮らとともに食品工学研究室や食品素材工学研究室を受け持った。2004年4月、岐阜大学農学部は応用生物科学部に改組再編、引き続き助教授を務めた。応用生物科学部においては、主として食品生命科学課程食品科学コースの講義を担当、食品科学系食品素材工学研究室を受け持った。2005年4月、宮城大学に転じ、食産業学部助教授に就任。2009年4月には、宮城大学食産業学部教授に昇任。食産業学部では主としてフードビジネス学科の講義を担当、食品加工学研究室を受け持った。2014年4月、静岡県立大学に転じ、食品栄養科学部教授に就任。食品栄養科学部では、主として食品生命科学科の講義を担当し、食品分子工学研究室を受け持った。また、静岡県立大学大学院では、食品栄養環境科学研究院教授も兼務。大学院では、主として薬食生命科学総合学府の食品栄養科学専攻の講義を担当した。

## 研究
専門は農芸化学。食品加工学・食品工学の分野を研究。特に、食品に含まれる蛋白質について、加熱変性の挙動を研究した。また、豆乳の製造工程の再構築を提唱した。そのほか、食品に含まれるさまざまな成分]相互作用と、その機能の発現についても研究した。これらの業績が評価され、日本食品科学工学会奨励賞などが授与された。
日本食品科学工学会・日本農芸化学会・日本食品工学会・アメリカ化学会などに所属。

## 略歴
- 1963年 - 誕生。
- 1986年 - 東北大学農学部食糧科学科卒業。
- 1991年 - 東北大学大学院農学研究科博士課程修了。
- 1991年 - 岐阜大学農学部助手。
- 2002年 - 岐阜大学農学部助教授。
- 2004年 - 岐阜大学応用生物科学部助教授。
- 2005年 - 宮城大学食産業学部助教授。
- 2006年 - 山形県アドバイザリーボードメンバー。
- 2006年 - 東北農業試験研究推進会議外部委員。
- 2009年 - 宮城大学食産業学部教授。
- 2009年 - 宮城大学大学院食産業学研究科教授。
- 2014年 - 静岡県立大学食品栄養科学部教授。
- 2014年 - 静岡県立大学大学院食品栄養環境科学研究院教授。

## 受賞歴
- 2003年 - 日本食品科学工学会奨励賞。

## 著作

### 編纂
- 小野伴忠・下山田真・村本光二編『大豆の機能と科学』朝倉書店、2012年。ISBN 9784254435429

### 執筆等
- 渡邊乾二編著『食卵の科学と機能――発展的利用とその課題』アイ・ケイコーポレーション、2008年。ISBN 9784874922583

## 出演

### テレビ
- 奇跡の地球物語?近未来創造サイエンス（2012年）

## 関連人物
- 石井剛志
- 中山勉